# Ли Ноу
Ли Минхо́ (кор. 이민호, 李旻浩; род. 25 октября 1998, Кимпхо, Кёнгидо), более известный как Ли Ноу (кор. 리노, Рино; англ. Lee Know), — южнокорейский певец и танцор. Является вокалистом и главным танцором бой-бэнда Stray Kids.
Вне групповой деятельности Ли Ноу выступал в качестве ведущего музыкальной телевизионной программы «Show! Music Core» в период с 2021 по 2023 год и является глобальным представителем дома моды Gucci с 2025 года.

## Ранняя жизнь и образование
Ли Минхо родился 25 октября 1998 года в городе Кимпхо, провинция Кёнгидо, Республика Корея. Единственный ребёнок в семье. Посещал детский сад Монтессори и техническую среднюю школу. В детстве занимался боевыми искусствами, включая смешанные, и имеет чёрный пояс второй степени по тхэквондо. Во время учёбы он посмотрел танцевальное видео, впоследствии поступил в танцевальную академию и позже гастролировал, будучи танцором на заднем плане. После пятилетних уроков Минхо стал стажёром.

## Карьера

### 2015—2017: Начало карьеры
Ли Ноу участвовал в танцевальных конкурсах (в 2016 году выступал с командой «Cupcakes» на фестивале World of Dance) и продолжил выступать профессиональным танцором. В 2017 году выступал на заднем плане танцором бой-бэнда BTS во время их тура по Японии, исполняя хореографии от песни «Fire», заканчивая до «Spring Day»; также появлялся в музыкальном видеоклипе песни «Not Today».
В 2015 году после выступления на танцевальном конкурсе, сотрудники лейбла JYP Entertainment позвонили ему и предложили прийти на прослушивание. Ничего не услышав в ответ, Минхо предположил, что он мог провалить, однако через два года спустя ему вновь позвонили и предложили присоединяться. 16 июля 2017 года был принят стажёром и стал последним присоединённым к лейблу будущим участником Stray Kids.
В период с октябрь по декабрь 2017 года Ли участвовал в реалити-шоу Stray Kids, посвящённое формированию одноимённого бой-бэнда. В ходе шоу он выбыл в 4-м эпизоде в связи с ошибкой во время чтения рэпа. Однако основатель JYP, Пак Чинён, разрешил Ли Ноу и позднее выбившему Феликсу вернуться и дебютировать с остальной группой в последнем эпизоде шоу. 8 января 2018 года состоялся дебют коллектива с выпуском мини-альбома Mixtape, официальный дебют состоялся 25 марта с выпуском альбома I Am Not.

### 2017—настоящее время: Stray Kids
Ли Ноу, будучи участником и главным танцором бой-бэнда Stray Kids, участвует в написаниях и исполнениях большинства песен группы.

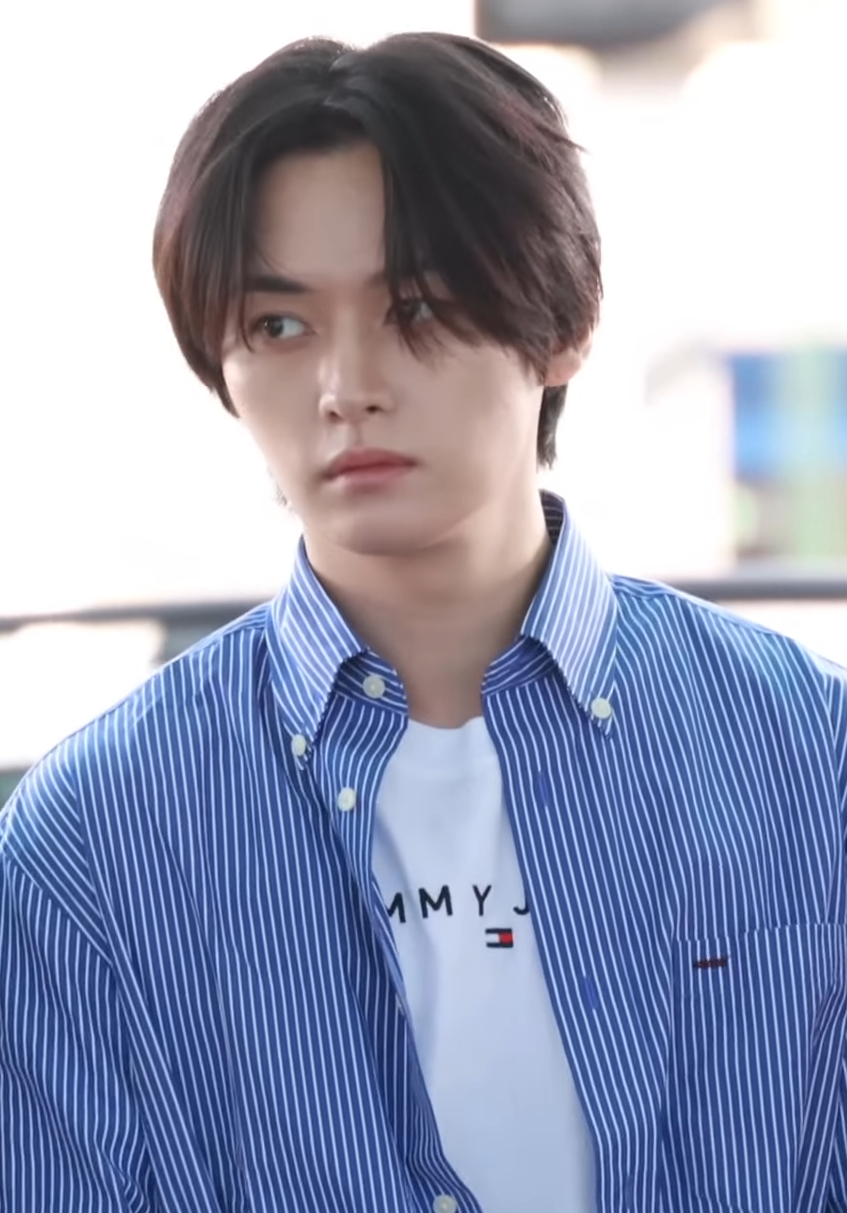
Ли Ноу, май 2024

В августе 2021 года Ли Ноу присоединился к Минджу в качестве нового ведущего телевизионного шоу «Show! Music Core» вместе с Джону из NCT. Позже в том же году он был номинирован вместе со своими коллегами-ведущими на премию для новичков «MBC Entertainment Awards» 2021 года. В октябре того же года был замечен как гость в программе «Best Cooking Secrets» образовательного телеканала EBS1.
В декабре 2021 года Минхо выступил на сцене шоу «Tiger Inside» бой-бэнда SuperM, посвящённому наступающему 2022 году, который, как и 1998 год, в котором он родился, является годом тигра по китайскому гороскопу.

#### SKZ-Record/Playerи Сольная деятельность
Ли Ноу также участвует в написаниях неальбомных релизов в групповых проектах SKZ-Record и SKZ-Player, в число которых входят танцевальное видео «Dawn» с его хореографией, дуэты «Drive» с Бан Чаном и «Want so Bad» с Ханом и кавер-версия песни группы Day6 «Love me or Leave me».
Первая сольная песня Ли Ноу, «Limbo» (кор. 나지막이), вошла в групповой сборник SKZ-Replay, выпущенный 21 декабря 2022 года. Вторая сольная песня, «Youth», была исполнена им в ходе мирового тура «Dominate World Tour» и была включена в групповой микстейп Hop, вышедший 13 декабря 2024 года. Обе песни занимали 150-ю и 25-ю позиции в Circle Download Chart соответственно.
Ли Ноу также наряду с одногруппниками Сынмином и Ай Эн участвовали в исполнении песни «Start!», которая включена в саундтрек дорамы «Соседская мудрость» и вышла 12 апреля 2025 года вместе с выходом первой серии.

## Артистизм
В 2024 году Ли Ноу занял третье место в списке «100 K-pop-исполнителей» по версии журнала Billboard. Его считают обаятельным и сильным артистом с множественным навыками, в то время он заслуживает репутацию трудолюбивого человека с высокоуровневым профессионализмом.
Во время додебютной групповой карьеры Ли Ноу занимался профессиональными танцами, хвалил за свою точность и способность подгонять хореографию в ходе песни. Благодаря своим навыкам получил прозвище «бриллиант танцев». Британская служба Rolling Stone в ходе своего обзора выступления Stray Kids в BST Hyde Park в 2023 году высоко оценил «гладкие» движения Ли Ноу.
Ли Ноу оценивается как владетель качественного и характерного вокала и сильного рэпа. В 2024 году появился на программе LeeMujin Service, в ходе которого исполнил каверы би-сайд-песни «Twilight» из девятого группового корейскоязычного мини-альбома Ate, «You to Me, Again» певца Пён Джинсопа, «Only One» певицы БоА и «The One I Cannot Have» группы Bank.

## Другая деятельность

### Мода
Ли Ноу наряду с Хёнджином появился в апрельском номере журнала Arena Homme + Korea в 2020 году. В 2021 году как участник саб-юнита DanceRacha, появлялся в рекламной кампании кроссовок «Earth Beat» от Etro. В январе 2022 года участвовал в фотосессии для февральского журнала Beauty+. В сентябре 2024 года вместе с Феликсом появился в качестве гостей на показе «Весна—Лето 2025» от Tommy Hilfiger во время Недели моды в Нью-Йорке.

#### Сотрудничество с Gucci
26 сентября 2023 года Ли Ноу появился на цифровой обложке W Korea, где представил фотопроект «Red Take Over» от дома моды Gucci и описывался брендом как «бог любви». 13 мая 2024 года посетил в качестве гостя круизное дефиле Gucci в Лондоне. В том же месяце появился на шестом томе июньского издания журнала W Korea, где снова представлял дом моды. 30 июня 2025 года Gucci объявил Ли Ноу своим новым глобальным представителем. 14 июля после назначения был смоделирован для августовского номера журнала Esquire Korea в честь 30-летия издания, вновь представляя бренд.

### Благотворительность
28 февраля 2024 года международная благотворительная организация World Vision International объявила, что Ли Ноу стал самым молодым участником «Клуба почёта Боба Пирса» за пожертвование более 100 миллионов вон на благотворительность. Ли Ноу также спонсирует четверых детей через ту же благотворительную организацию.

### Телевидение
Начиная с августа 2021 года, Ли Ноу наряду с Джону из NCT был ведущим музыкального телевизионного шоу «Show! Music Core», однако в октябре 2023 года они объявили об уходе из-за изменений их расписаний. Помимо исполнения роли ведущего, Ли Ноу также принимал участие в других телевизионных шоу: «The Fishermen and the City», «Idol Dictation Contest» и «Idol on Quiz».

## Личная жизнь

### Предпочтения
Одним из своих любимых фильмов Ли Ноу назвал японский романтический фильм «Завтра я встречаюсь со вчерашней тобой».

### Состояние здоровья
20 сентября 2023 года Ли Ноу вместе с Хёнджином и Сынмином попали в дорожно-транспортное происшествие, в результате которого были получены незначительные травмы, что не позволило ему впервые участвовать в Неделе моды в Милане, которая состоялась в том же месяце этого года, а также повлияло на участие всего коллектива на фестивале «Global Citizen Festival» в Нью-Йорке.

### Питомцы
Ли Ноу имеет трёх котов: Суни, Дуни и Дори. Первого кота, Суни, он увидел в ветеринарной клинике и, по его словам, после того как они установили зрительный контакт, он понял, что это его кот. Минхо забрал Дуни у своих знакомых, а Дори из приюта для брошенных животных.

## Дискография

### Песни
| Название                                                                        | Год  | Высшие позиции в чартах | Высшие позиции в чартах | Высшие позиции в чартах | Высшие позиции в чартах | Высшие позиции в чартах | Альбом            |
| Название                                                                        | Год  | KOR DL                  | UK Sales                | NZ Hot                  | US World                | JPN DL                  | Альбом            |
| ------------------------------------------------------------------------------- | ---- | ----------------------- | ----------------------- | ----------------------- | ----------------------- | ----------------------- | ----------------- |
| «Not!» (c Бан Чаном и Сынмином)                                                 | 2018 | —                       | —                       | —                       | —                       | —                       | I Am Not          |
| «Who?» (c Ханом и Феликсом)                                                     | 2018 | —                       | —                       | —                       | —                       | —                       | I Am Who          |
| «Wow» c Хёнджином и Феликсом)                                                   | 2020 | —                       | —                       | —                       | 12                      | —                       | In Life           |
| «Surfin'» (c Чханбином и Феликсом)                                              | 2021 | 29                      | —                       | —                       | —                       | —                       | Noeasy            |
| «Waiting For Us» (кор. 피어난다) (c Бан Чаном, Сынмином и Ай Эном)              | 2022 | 25                      | —                       | —                       | —                       | —                       | Oddinary          |
| «Taste» (c Хёнджином и Феликсом)                                                | 2022 | 32                      | —                       | 23                      | 9                       | —                       | Maxident          |
| «Limbo» (кор. 나지막이)                                                         | 2022 | 150                     | —                       | —                       | —                       | —                       | SKZ-Replay        |
| «Drive» (c Бан Чаном)                                                           | 2022 | —                       | —                       | —                       | —                       | —                       | SKZ-Replay        |
| «Want so Bad» (c Ханом)                                                         | 2023 | —                       | —                       | —                       | —                       | —                       | Неальбомный сингл |
| «Youth»                                                                         | 2024 | 25                      | —                       | —                       | —                       | —                       | Hop               |
| «Cinema» (с Сынмином)                                                           | 2025 | 141                     | 47                      | 31                      | 2                       | 52                      | Mixtape: Dominate |
| «—» означает, что песня не попала в чарт или не была выпущена в данном регионе. |      |                         |                         |                         |                         |                         |                   |

### Саундтреки
| Название                        | Год  | Высшая позиция | Альбом                       |
| Название                        | Год  | KOR            | Альбом                       |
| ------------------------------- | ---- | -------------- | ---------------------------- |
| «Start!» (с Сынмином и Ай Эном) | 2025 | —              | Resident Playbook OST Part.1 |

### Авторство
Всё авторство было приведено из данных Корейской ассоциации авторских прав на музыку, если не указан иной источник.
| Год              | Название песни                                   | Исполнтель                       | Альбом            | Текст | Текст                                                         | Музыка | Музыка                                                        |
| Год              | Название песни                                   | Исполнтель                       | Альбом            | Лично | Соавторы                                                      | Лично  | Соавторы                                                      |
| ---------------- | ------------------------------------------------ | -------------------------------- | ----------------- | ----- | ------------------------------------------------------------- | ------ | ------------------------------------------------------------- |
| 2018             | «Glow»                                           | Stray Kids                       | Mixtape           | No    | No                                                            | Yes    | Лим Джон Сок, Пан Чхан                                        |
| 2018             | «Mixtape #1»                                     | Stray Kids                       | I Am Not          | Yes   | Пан Чхан, Чханбин, Хан, Хёнджин, Сынмин, Уджин, Ай Эн, Феликс | No     | No                                                            |
| 2018             | «Mixtape #2»                                     | Stray Kids                       | I Am Who          | Yes   | Пан Чхан, Чханбин, Хан, Хёнджин, Сынмин, Уджин, Ай Эн, Феликс | Yes    | Пан Чхан, Чханбин, Хан, Хёнджин, Сынмин, Уджин, Ай Эн, Феликс |
| 2018             | «Mixtape #3»                                     | Stray Kids                       | I Am You          | Yes   | Пан Чхан, Чханбин, Хан, Хёнджин, Сынмин, Уджин, Ай Эн, Феликс | Yes    | Пан Чхан, Чханбин, Хан, Хёнджин, Сынмин, Уджин, Ай Эн, Феликс |
| 2019             | «Mixtape #4»                                     | Stray Kids                       | Clé 1: Miroh      | Yes   | Пан Чхан, Чханбин, Хан, Хёнджин, Сынмин, Уджин, Ай Эн, Феликс | Yes    | Пан Чхан, Чханбин, Хан, Хёнджин, Сынмин, Уджин, Ай Эн, Феликс |
| 2019             | «Mixtape #5»                                     | Stray Kids                       | Clé: Levanter     | Yes   | Пан Чхан, Чханбин, Хан, Хёнджин, Сынмин, Ай Эн, Феликс        | Yes    | Пан Чхан, Чханбин, Хан, Хёнджин, Сынмин, Ай Эн, Феликс        |
| 2019             | «Wow»                                            | Ли Ноу, Хёнджин и Феликс         | In Life           | Yes   | Касс, Хёнджин, Феликс                                         | No     | No                                                            |
| 2021             | «Drive»                                          | Пан Чхан и Ли Ноу                | SKZ-Replay        | Yes   | Пан Чхан                                                      | No     | No                                                            |
| 2021             | «Surfin»                                         | Ли Ноу, Чханбин и Феликс         | Noeasy            | Yes   | Чханбин, Феликс                                               | Yes    | Версачхой, Чханбин, Феликс                                    |
| 2021             | «Placebo»                                        | Stray Kids                       | SKZ2021           | Yes   | Пан Чхан, Чханбин, Хан, Хёнджин, Сынмин, Ай Эн, Феликс        | Yes    | Пан Чхан, Чханбин, Хан, Хёнджин, Сынмин, Ай Эн, Феликс        |
| 2021             | «Behind The Light» (кор. 그림자도빛이있어야존재) | Stray Kids                       | SKZ2021           | Yes   | Пан Чхан, Чханбин, Хан, Хёнджин, Сынмин, Ай Эн, Феликс        | Yes    | Пан Чхан, Чханбин, Хан, Хёнджин, Сынмин, Ай Эн, Феликс        |
| 2021             | «For You»                                        | Stray Kids                       | SKZ2021           | Yes   | Пан Чхан, Чханбин, Хан, Хёнджин, Сынмин, Ай Эн, Феликс        | Yes    | Пан Чхан, Чханбин, Хан, Хёнджин, Сынмин, Ай Эн, Феликс        |
| 2021             | «Hoodie Season»                                  | Stray Kids                       | SKZ2021           | Yes   | Пан Чхан, Чханбин, Хан, Хёнджин, Сынмин, Ай Эн, Феликс        | Yes    | Пан Чхан, Чханбин, Хан, Хёнджин, Сынмин, Ай Эн, Феликс        |
| 2021             | «Broken Compass» (кор. 고장난나침반)             | Stray Kids                       | SKZ2021           | Yes   | Пан Чхан, Чханбин, Хан, Хёнджин, Сынмин, Ай Эн, Феликс        | Yes    | Пан Чхан, Чханбин, Хан, Хёнджин, Сынмин, Ай Эн, Феликс        |
| 2022             | «Waiting For Us» (кор. 피어난다)                 | Пан Чхан, Ли Ноу, Сынмин и Ай Эн | Oddinary          | Yes   | Пан Чхан, Сынмин, Ай Эн                                       | Yes    | Пан Чхан, Сынмин, Ай Эн, Никко Ён                             |
| 2022             | «Taste»                                          | Ли Ноу, Хёнджин и Феликс         | Maxident          | Yes   | Хёнджин, Феликс                                               | Yes    | Пан Чхан, Хёнджин, Феликс                                     |
| 2022             | «Limbo» (кор. 나지막이)                          | Ли Ноу                           | SKZ-Replay        | Yes   | Хотсоус                                                       | Yes    | Хотсоус                                                       |
| 2024             | «Youth»                                          | Ли Ноу                           | Hop               | Yes   | Дэнк, Пан Хехён                                               | No     | No                                                            |
| 2025             | «Cinema»                                         | Ли Ноу и Сынмин                  | Mixtape: Dominate | Yes   | Сынмин                                                        | No     | No                                                            |
| Всего — 19 песен |                                                  |                                  |                   |       |                                                               |        |                                                               |

## Видеография

### Музыкальные видеоклипы
| Название    | Год  | Исполнитель            | Альбом                       | Примечание           | Ссылка |
| ----------- | ---- | ---------------------- | ---------------------------- | -------------------- | ------ |
| «Not Today» | 2018 | BTS                    | Wings: You Never Walk Alone  | Участник подтанцовки | [ 8 ]  |
| «Youth»     | 2024 | Он сам                 | Hop                          | н/д                  | [ 64 ] |
| «Start!»    | 2025 | Ли Ноу, Сынмин и Ай Эн | Resident Playbook OST Part.1 | н/д                  | [ 65 ] |

## Фильмография

### Телевизионные шоу
| Год       | Название                   | Роль                | Источник      |
| --------- | -------------------------- | ------------------- | ------------- |
| 2017      | Stray Kids                 | Участник            | [ 11 ] [ 12 ] |
| 2021      | The Fishermen and the City | Победитель конкурса | [ 50 ]        |
| 2021      | Idol Dictation Contest     | Участник дискуссии  | [ 51 ]        |
| 2021—2023 | Show! Music Core           | Ведущий             | [ 48 ]        |

## Награды и номинации
| Церемония                | Год  | Категория         | Работа             | Итог      | Источник |
| ------------------------ | ---- | ----------------- | ------------------ | --------- | -------- |
| MBC Entertainment Awards | 2021 | «Награда новичку» | «Show! Music Core» | Номинация | [ 18 ]   |

### Комментарии
1. 1 2 3 4  Позднее в 2019 году песня включена в мини-альбом Clé 2: Yellow Wood.
2. 1 2  В 2021 году песня была перезаписана и перевыпущена в составе сборника SKZ2021, где авторство Уджина было удалено.
3. ↑  Песня «Mixtape #5» является физической бонусной песней альбома Clé: Levanter.

1. ↑  «Start!» не попал в Circle Digital Chart, но занял 58-ю позицию в Download Chart[61] и 87-ю в BGM Chart[62].